# Acuminiseta pallidicornis
Acuminiseta pallidicornis är en tvåvingeart som först beskrevs av Villeneuve 1916.  Acuminiseta pallidicornis ingår i släktet Acuminiseta och familjen hoppflugor.
Artens utbredningsområde är Kongo. Inga underarter finns listade i Catalogue of Life.